# Broad Chalke
Broad Chalke est une paroisse civile et un village du Wiltshire, en Angleterre.